# Skrętka podwójnie ekranowana

Skretka S-STP

Skrętka podwójnie ekranowana, (ang. shielded−shielded twisted pair, S-STP) − rodzaj kabla typu skrętka wykorzystywanego do transmisji danych w sieciach takich jak Ethernet. S-STP różni się od skrętki ekranowanej (pojedynczo) STP dodatkowym ekranem wykonanym z siatki z drutów miedzianych miękkich lub z folii estrofolowej pokrytej aluminium. Podobnie jak w kablu STP, każda para kabli jest także pokryta indywidualnie folią.
Kabel umożliwia transmisję o widmie częstotliwości sygnałów do 250/300 MHz (uzależnione jest to od producenta). Skrętka podwójnie ekranowana wykorzystywana jest głównie do transmisji danych w sieci Ethernet 10GBase-T. Wg normy ISO/IEC 11801 wyróżnia się następujące typy skrętek podwójnie ekranowanych:
- F/FTP − każda para foliowana i całość również foliowana,
- S/FTP − każda para foliowana i całość otoczona siatką ekranującą,
- SF/FTP − każda para foliowana i całość również foliowana oraz otoczona siatką ekranującą.